# Canal Funan Techo
 (novembre 2024).
Le canal Funan Techo est un canal en construction situé au Cambodge, ayant pour but de relier Phnom Penh à l'océan sans passer par le Viêt-Nam. Sa construction a démarré le 5 août 2024. Il devrait à terme mesurer 180 km de long, 100 mètres de large et 5,4 mètres de profondeur, pour un coût de 1,7 milliard en équivalent dollars.